# Nezha Bidouane
Nezha Bidouane (tiếng Ả Rập: نزهة بدوان; sinh ngày 18 tháng 9 năm 1969 tại Rabat) là một vận động viên chạy vượt rào Maroc đã nghỉ hưu , người chuyên vượt rào 400 mét. Là nhà vô địch thế giới hai lần, cô đã giành được huy chương vàng vượt rào 400 m tại Giải vô địch thế giới năm 1997 ở Athens và Giải vô địch thế giới năm 2001 tại Edmonton. Năm 1999, cô giành huy chương bạc tại Giải vô địch thế giới trong thời gian kỷ lục châu Phi là 52,90 giây Năm 2000, cô giành được huy chương đồng tại Thế vận hội Olympic.
Bidouane kết hôn với Abdelaziz Sahere và giám sát cuộc đua Đường dành cho Phụ nữ tới Chiến thắng 8K hàng năm ở Rabat.

## Thành tích giải đấu
| Năm                | Giải đấu                   | Địa điểm                   | Thứ hạng           | Nội dung           | Chú thích          |
| Representing Maroc | Representing Maroc         | Representing Maroc         | Representing Maroc | Representing Maroc | Representing Maroc |
| ------------------ | -------------------------- | -------------------------- | ------------------ | ------------------ | ------------------ |
| 1986               | Arab Junior Championships  | Cairo, Egypt               | 1st                | 100 m hurdles      | 15.20              |
| 1986               | Arab Junior Championships  | Cairo, Egypt               | 2nd                | 400 m hurdles      | 65.50              |
| 1987               | Arab Championships         | Algiers, Algeria           | 3rd                | 100 m hurdles      | 14.72              |
| 1987               | Mediterranean Games        | Latakia, Syria             | 5th                | 100 m hurdles      | 14.76              |
| 1989               | Jeux de la Francophonie    | Casablanca, Morocco        | 6th                | 400 m hurdles      | 59.69              |
| 1989               | Arab Championships         | Cairo, Egypt               | 2nd                | 100 m hurdles      | 14.0               |
| 1989               | Arab Championships         | Cairo, Egypt               | 3rd                | 400 m hurdles      | 60.3               |
| 1990               | Maghreb Championships      | Algiers, Algeria           | 1st                | 100 m hurdles      | 13.6               |
| 1990               | Maghreb Championships      | Algiers, Algeria           | 1st                | 400 m hurdles      | 56.3               |
| 1990               | African Championships      | Cairo, Egypt               | 2nd                | 100 m hurdles      | 13.70              |
| 1990               | African Championships      | Cairo, Egypt               | 1st                | 400 m hurdles      | 57.17              |
| 1991               | World Indoor Championships | Seville, Spain             | 14th (h)           | 400 m              | 55.69              |
| 1991               | World Indoor Championships | Seville, Spain             | 23rd (h)           | 60 m hurdles       | 8.74               |
| 1991               | Mediterranean Games        | Athens, Greece             | 4th                | 100 m hurdles      | 13.61              |
| 1991               | Mediterranean Games        | Athens, Greece             | 1st                | 400 m hurdles      | 55.13              |
| 1991               | Mediterranean Games        | Athens, Greece             | 4th                | 4 × 100 m relay    | 46.05              |
| 1991               | Mediterranean Games        | Athens, Greece             | 4th                | 4 × 400 m relay    | 3:39.46            |
| 1991               | World Championships        | Tokyo, Japan               | 16th (sf)          | 400 m hurdles      | 56.62              |
| 1992               | Olympic Games              | Barcelona, Spain           | 11th (sf)          | 400 m hurdles      | 55.08              |
| 1992               | World Cup                  | Havana, Cuba               | 6th                | 400 m hurdles      | 58.301             |
| 1993               | Mediterranean Games        | Narbonne, France           | 1st                | 400 m hurdles      | 56.09              |
| 1993               | World Championships        | Stuttgart, Germany         | –                  | 400 m hurdles      | DNF                |
| 1994               | Jeux de la Francophonie    | Paris, France              | 2nd                | 400 m hurdles      | 55.19              |
| 1994               | World Cup                  | London, United Kingdom     | 5th                | 400 m hurdles      | 57.351             |
| 1994               | World Cup                  | London, United Kingdom     | –                  | 4 × 400 m relay    | DQ1                |
| 1995               | World Championships        | Gothenburg, Sweden         | –                  | 400 m hurdles      | DQ                 |
| 1995               | Arab Championships         | Cairo, Egypt               | 1st                | 100 m hurdles      | 13.44              |
| 1995               | Arab Championships         | Cairo, Egypt               | 1st                | 400 m hurdles      | 56.96              |
| 1997               | World Indoor Championships | Paris, France              | 16th (h)           | 400 m              | 53.54              |
| 1997               | Mediterranean Games        | Bari, Italy                | 1st                | 400 m hurdles      | 55.01              |
| 1997               | World Championships        | Athens, Greece             | 1st                | 400 m hurdles      | 52.97              |
| 1998               | African Championships      | Dakar, Senegal             | 1st                | 400 m hurdles      | 54.24              |
| 1998               | World Cup                  | Johannesburg, South Africa | 1st                | 400 m hurdles      | 52.961             |
| 1999               | World Championships        | Seville, Spain             | 2nd                | 400 m hurdles      | 52.90              |
| 2000               | Olympic Games              | Sydney, Australia          | 3rd                | 400 m hurdles      | 53.57              |
| 2001               | Jeux de la Francophonie    | Ottawa, Canada             | 1st                | 400 m hurdles      | 54.91              |
| 2001               | World Championships        | Edmonton, Canada           | 1st                | 400 m hurdles      | 53.34              |
| 2001               | Goodwill Games             | Brisbane, Australia        | 5th                | 400 m hurdles      | 56.10              |
| 2004               | Olympic Games              | Athens, Greece             | 18th (h)           | 400 m hurdles      | 55.69              |
| 2004               | Pan Arab Games             | Algiers, Algeria           | 1st                | 400 m hurdles      | 55.98              |

1 Đại diện cho Châu Phi